# Permanent Waves
Permanent Waves ist das siebte Studioalbum der kanadischen Rockband Rush, welches 1980 veröffentlicht wurde. Das Album gilt als musikalischer Übergang der Band zu mehr zugänglicher und radiofreundlicher Musik. Das äußerte sich auch in höheren Verkaufszahlen als bei den Vorgängeralben.
Der Titel "The Spirit of Radio" handelt vom Radiosender CFNY aus Toronto. "Begin the day with a friendly voice... the magic music makes your morning mood" lautet der Text in der ersten Strophe.
In "Freewill" bezieht die Band Stellung zur Frage der Willensfreiheit. Besungen wird die Entscheidung die Verantwortung für das eigene Handeln zu übernehmen, da die Entscheidung anzunehmen, dass Gott oder andere Kräfte den eigenen Willen bestimmen, auch eine Entscheidung ist. "If you choose not to decide, you still have made a choice".
"Jacob's Ladder" ist die musikalische Beschreibung eines Sturms, der musikalisch in drei Teile untergliedert ist: Die Vorbereitung ("The clouds prepare for battle"), der Kampf zwischen den Wolken und das nahende Schönwetter ("All at once, the clouds are parted, light streams down").
"Natural Science" beschäftigt sich mit der Verantwortung, die der Mensch mit der Wissenschaft trägt.

## Erfolge
Das Album erreichte Platz 4 in den Billboard’s Charts, die Single "The Spirit of Radio" Platz 51 in den Singlecharts. Das Album wurde mit Gold ausgezeichnet.

## Titel
1. "The Spirit of Radio" – 4:56
2. "Freewill" – 5:21
3. "Jacob's Ladder" – 7:26
4. "Entre Nous" – 4:36
5. "Different Strings" – 3:48
6. "Natural Science" – 9:17
  - I: Tide Pools  – 2:21
  - II: Hyperspace  – 2:47
  - III: Permanent Waves  – 4:08

## Besetzung
- Geddy Lee – Bass, Keyboards, Gesang
- Alex Lifeson – Gitarre
- Neil Peart – Schlagzeug, Percussion

## Weblink
- Rezensionen zu Permanent Waves auf den Babyblauen Seiten